# Армус-э-Ко
Арму́с-э-Ко (фр. Armous-et-Cau) — коммуна во Франции, находится в регионе Юг — Пиренеи. Департамент — Жер. Входит в состав кантона Монтескью. Округ коммуны — Миранд.
Код INSEE коммуны — 32009.

## География

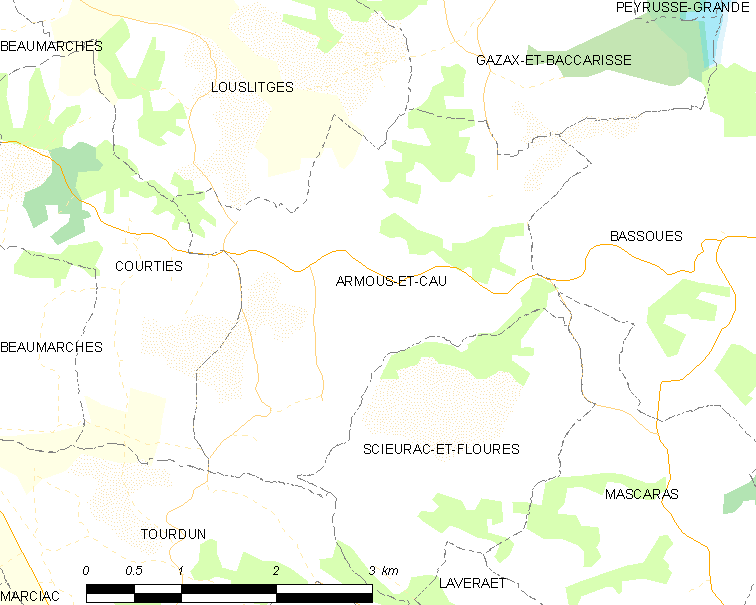
Карта коммуны

Коммуна расположена приблизительно в 610 км к югу от Парижа, в 105 км западнее Тулузы, в 33 км к западу от Оша.
По территории коммуны протекает река Миду.

## Климат
Климат умеренно-океанический. Лето жаркое и немного дождливое, температура часто превышает 35 °С. Зимой часто бывает отрицательная температура и ночные заморозки. Годовое количество осадков — 700—900 мм.

## Население

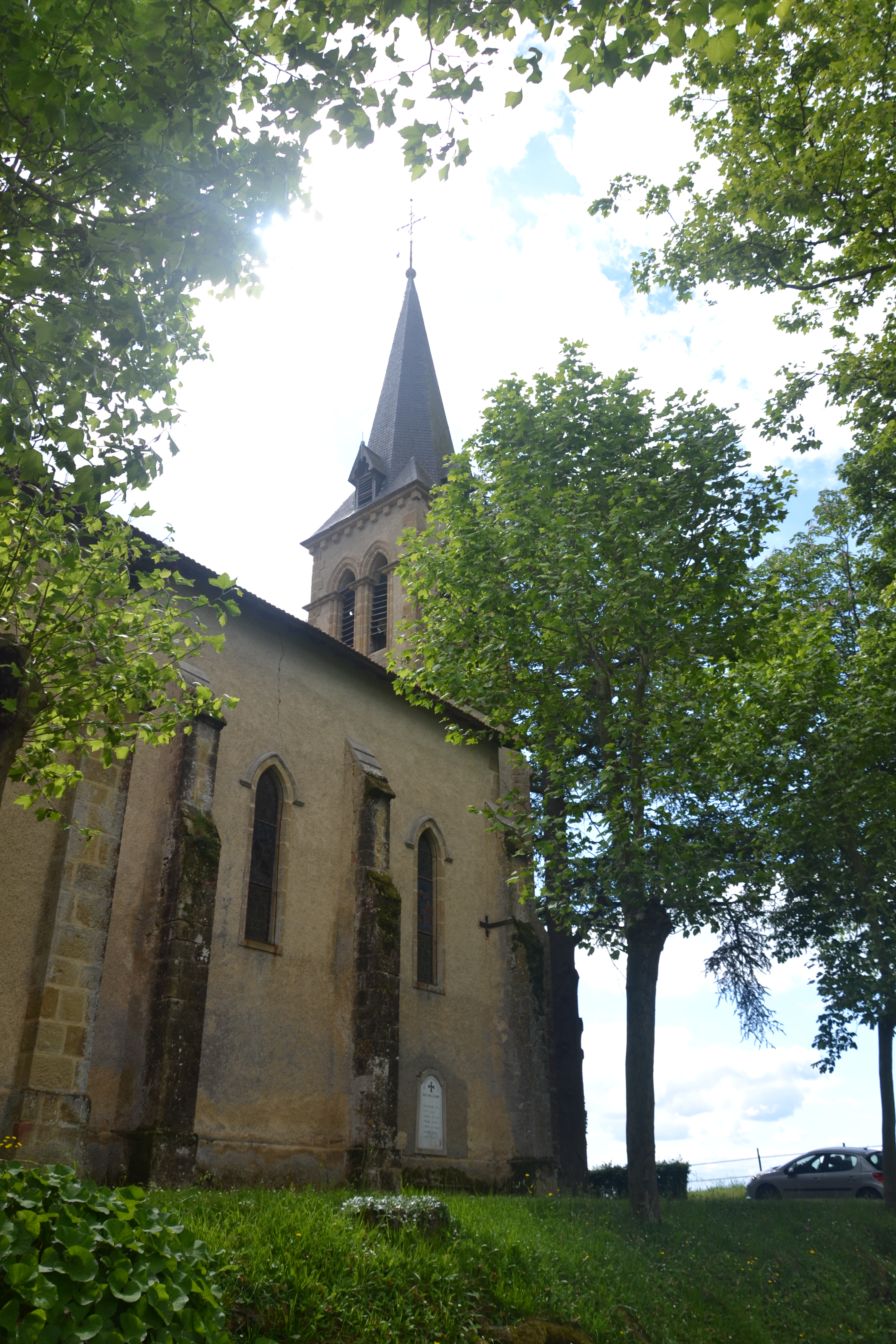
Церковь

Население коммуны на 2010 год составляло 95 человек.
| 1962 | 1968 | 1975 | 1982 | 1990 | 1999 | 2010 |
| ---- | ---- | ---- | ---- | ---- | ---- | ---- |
| 126  | 117  | 104  | 81   | 82   | 93   | 95   |

## Администрация
| Период | Период | Фамилия         | Партия        | Примечания |
| ------ | ------ | --------------- | ------------- | ---------- |
| 2001   | 2014   | Жан-Поль Дубрер | Разные правые |            |
| 2014   | 2020   | Жан-Жак Солан   |               |            |

## Экономика
В 2010 году среди 54 человек трудоспособного возраста (15-64 лет) 37 были экономически активными, 17 — неактивными (показатель активности — 68,5 %, в 1999 году было 72,7 %). Из 37 активных жителей работали 35 человек (18 мужчин и 17 женщин), безработных было 2 (2 мужчин и 0 женщин). Среди 17 неактивных 5 человек были учениками или студентами, 8 — пенсионерами, 4 были неактивными по другим причинам.